# Panthera leo vernayi
El león africano del sur (Panthera leo vernayi) es una subespecie de león en el sur de África. En esta parte de África, los leones se encuentran en Angola, Botsuana, la República Democrática del Congo, Malaui, Mozambique, Namibia (incluyendo el Kalahari), Sudáfrica, Suazilandia, Zambia y Zimbabue, pero se han extinguido regionalmente en Lesoto. Las poblaciones de leones en áreas protegidas gestionadas intensivamente en Botsuana, Namibia, Sudáfrica y Zimbabue han aumentado desde el cambio de siglo.
El espécimen tipo para P. l. melanochaita era un león de melena negra del Cabo de Buena Esperanza, conocido como el león del Cabo. La población de leones en esta parte de Sudáfrica está extinta. Las poblaciones de leones vivos en otras partes del sur de África fueron mencionadas por varios nombres, como el león de Transvaal (Panthera leo krugeri), león de Katanga (Panthera leo bleyenberghi), león de Kalahari (Panthera leo vernayi), león del sudoeste africano, y el león sudafricano.
El león africano del sur se ha descrito como la subespecie viva más grande del león en África.

## Galería

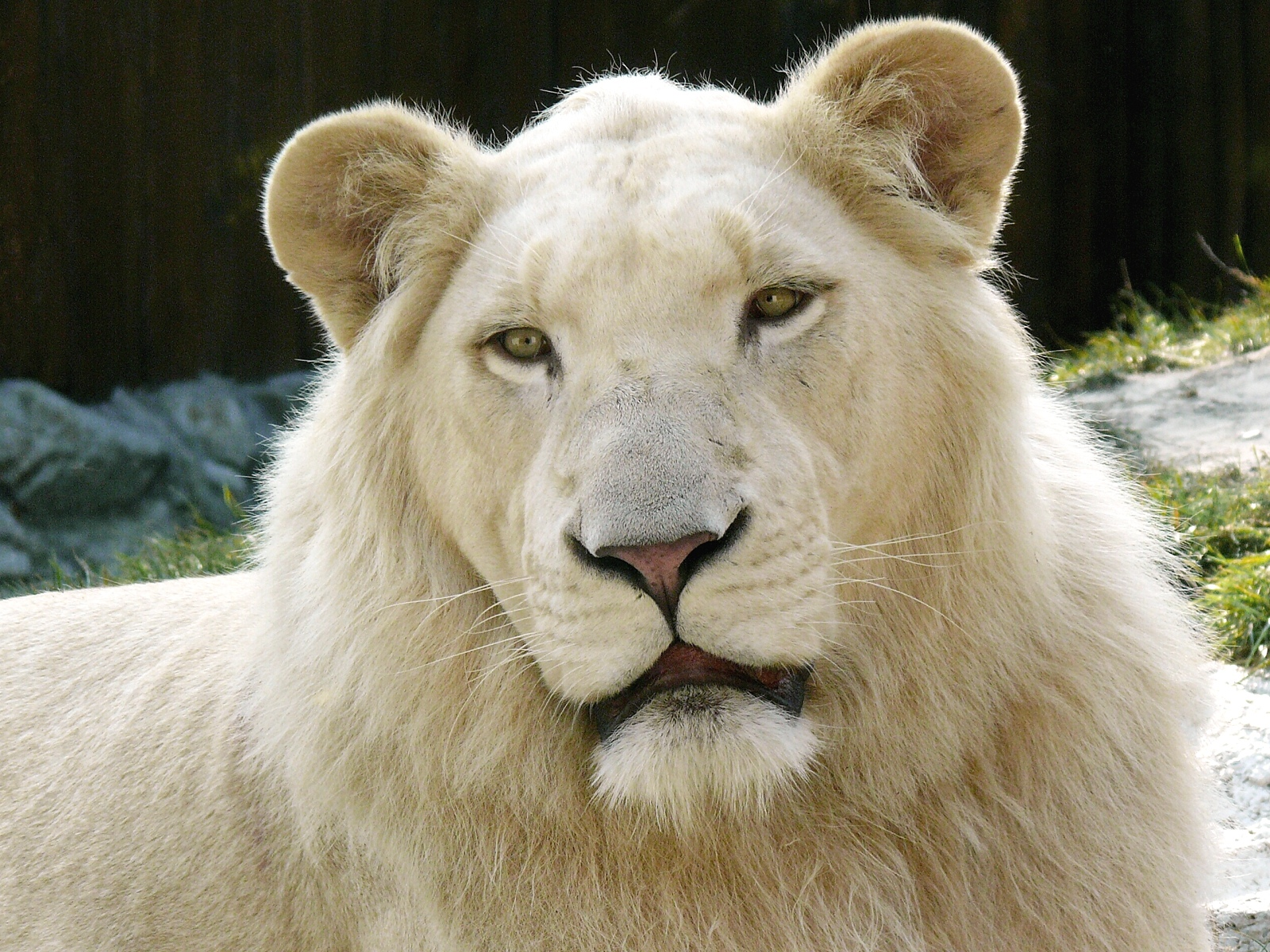
León blanco